# 鄭弘 (西漢)
鄭弘（？—？），字稚卿，泰山郡剛县人，西漢政治人物。官至御史大夫。

## 生平
鄭弘和兄长鄭昌（字次卿）都是好学之人，精通经書、法律。鄭昌历任太原太守、涿郡太守，鄭弘任南陽太守，都有優良的治績。鄭昌多用刑罰，不如鄭弘公平持正。鄭弘为淮陽相，因成績優秀于初元三年（前46年）被举为右扶風，京师的人都称道他。永光二年（前42年），韋玄成由御史大夫昇進为丞相，鄭弘继任御史大夫。京房提出新的官吏評定法時，鄭弘最初反对，後来赞成。京房说中書令石显、丞相韋玄成应当退位，推薦鄭弘取代韋玄成。京房失势获罪后，查出京房以前上奏涉及鄭弘，建昭二年（前37年），罷免鄭弘为庶人。《漢書·百官公卿表下》称鄭弘自殺，《漢書·鄭弘传》、《漢書·京房传》只说罷免。

## 延伸阅读
[在维基数据编辑]
 《漢書·卷066》，出自班固《漢書》